# Кучерявий Микола Леонідович
Микола Кучерявий (нар. 21 травня 1996, Гайсин, Вінницька область, Україна) — український поет, автор пісень, директор та продюсер артистів музичного лейблу ЕНКО. 

## Життєпис
До 2013 року проживав у селі Губник де закінчив школу у 10 класів. У 2017 закінчив із відзнакою Іллінецький аграрний коледж за спеціальністю технік лісового господарства. Був активним студентом, отримав звання «Молода людина року-2017 Іллінеччини». 
У 2015 — 2017 рр. — президент Іллінецького державного аграрного коледжу, депутат студентського парламенту Вінниччини. Студент року-2016. Отримував стипендію ім. Президента України. 
Від 2013 року активний волонтер, у місті Іллінці ще будучи студентом їздив на фронт передаючи допомогу військовим та граючи для них свої пісні. 
2020 — закінчив Київський національний університет біоресурсів та природокористування України на факультеті лісового господарства. Був головою студентського самоврядування інституту лісового господарства. Депутат студентського парламенту України 2020 року. Студентський мер міста Києва 2019 року. З 2018 по 2020 працював фахівцем відділу виховної роботи та студентських справ НУБІП України. 
У 2020 році балотувався у депутати в Київську міську раду від Партії «Голос» команда Сергія Притули. У 2020 році працював провідним інженером у КП Київзеленбуд. У 2021 — провідний фахівець партії «Голос» по комунікації із громадськістю. 
Микола Кучерявий потрапив у топ 150 видатних українців Київської школи економіки у 2023 році

### Музичний директор
У жовтні 2021 року почав працювати як директор гурту KALUSH. Далі працював під час створення та заснування гурту Kalush Orchestra заявку якого подав на Євробачення 2022. 21 лютого отримав інформацію, що Kalush Orchestra їдуть представляти Україну на Євробаченні 2022.. 

Тільки Микола, Іван Клименко та Олег Псюк знали, що соліст гурту буде говорити про військових на Азовсталі..
 — із інтерв'ю Олега Псюка.
14 травня 2022 року переміг на Євробаченні разом із гуртом Kalush Orchestra, як директор гурту. У травні 2022 року у себе в селі Губник Гайсинського району передає кубок Євробачення Сергію Притулі який розіграли за 900 000$. Також Микола — один із організаторів зборів Калуш 24 за 24, Skofka пікап за зсу, реп за реб, благодійних концертів Козака Сіромахи та інших. 
Від червня 2022 року стає також директором артистки Jerry Heil. У жовтні 2022 року стає спів продюсером артиста KOZAK SIROMAHA. У грудні 2022 року стає директором артиста SKOFKA. Артисти лейблу ЕНКО регулярно виступають перед військовими ЗСУ в рамках проєкту Миколи Сєрги «Культурний Десант».
Із своїми артистами дав близько 200 концертів від початку війни у 44 країнах світу де артисти та команда зібрала близько 100 млн гривень для ЗСУ.

### Співавтор та продюсер пісень
Микола Кучерявий є співавтором та продюсером наступних пісень:
- Kola — Чи разом[22]
- KOZAK SIROMAHA — Віра[23]
- KOZAK SIROMAHA — Останній Маяк[24]
- Kalush & Kola — Упіймай моє серце[25]
- KOZAK SIROMAHA — Козацька[26]
- Alyona Alyona — Тато[27]
- MamaRika — Хтось йде[28]
- Dovi — В Тамбурі[29]
- KOZAK SIROMAHA — Дороги[30]
- Oks & Крилата — Зірка[31]

## Дискографія
- Кучерявий — Якщо я ще тут.[32]
- Кучерявий — Держава.[33]